# Liriomyza andina
Liriomyza andina är en tvåvingeart som beskrevs av Malloch 1934. Liriomyza andina ingår i släktet Liriomyza och familjen minerarflugor. Inga underarter finns listade i Catalogue of Life.